# 凯·伦布克
凯·伦布克（Cay Lembcke，1885年12月15日—1965年1月31日）是丹麦童子军组织的联合创始人，他曾在丹麦陆军近卫骠骑兵团担任上尉，后来由於丹麦政府削减国防开支，凯·伦布克也在1923年退伍。他也是丹麥國家社會主義工人黨的联合创始人，并担任第一任党的元首。在丹麥國家社會主義工人黨于1932年丹麦选举上落败后，凯·伦布克于1933年7月被弗里茨·克劳森所取代。